# 石の塔
石の塔（いしのとう）は、青森県南津軽郡大鰐町と秋田県大館市の境、夏越と呼ばれる峠（標高450m）の近くにある、高さ約24m周囲70mの巨石である。

## 概要
岩質は新第三紀中新世の凝灰岩であり、浸食されずに残ったものである。岩体の下に久須志神社がある。青森県側に傾斜しており、今にも倒れそうな石の根本に小神殿がある。
その巨大さから、地元大鰐町や大館市（旧田代町）では「石の塔見ねうぢ、でっけごど、しゃべらいねぞ」（石の塔を見ないと、大きなことを言えないぞ）と語られている。

## 歴史

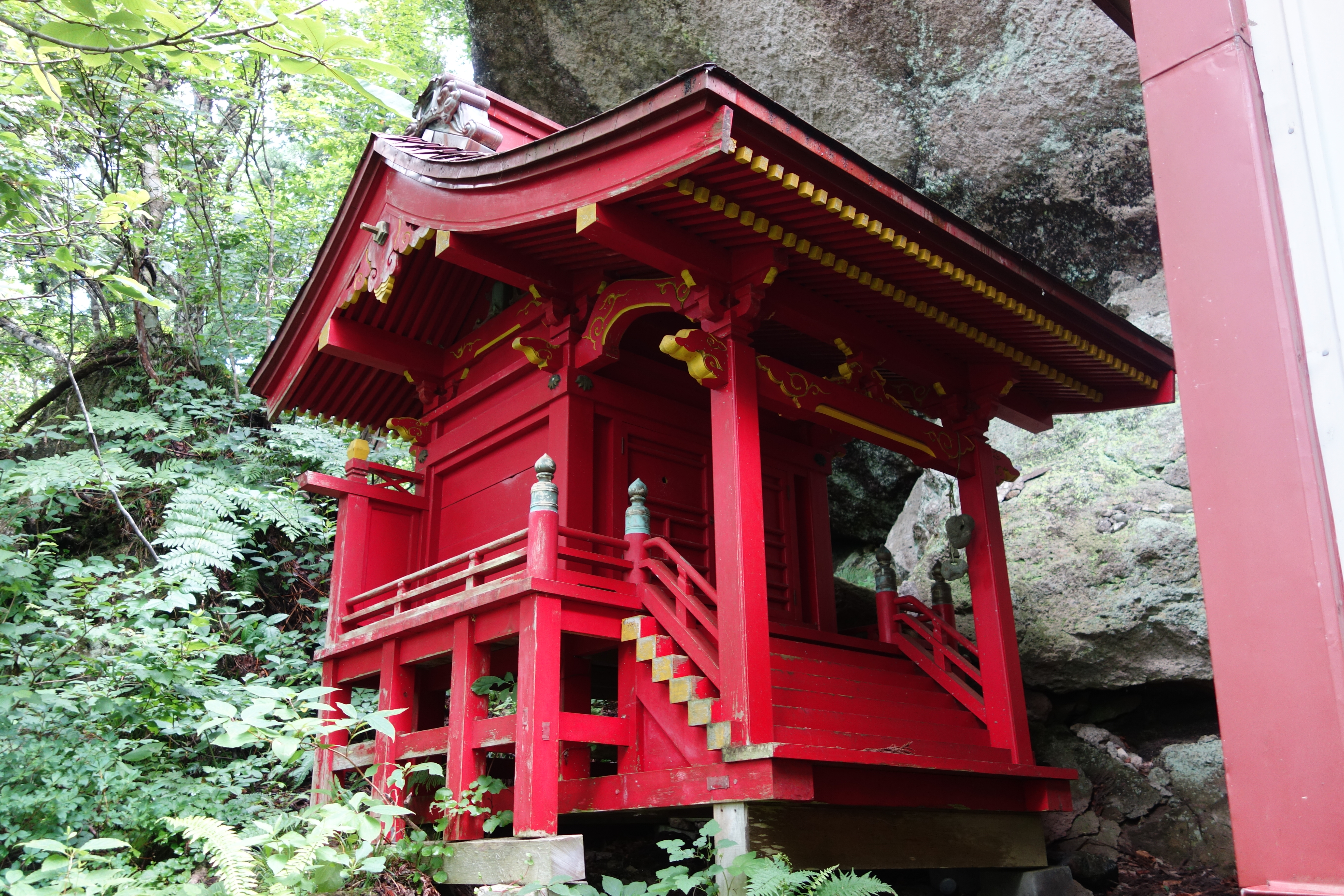
久須志神社

江戸時代には、天から降ってきた神様として信仰された。地元ばかりではなく、全国から行者が参拝に来た記録が残されている。久須志神社は眼病に霊験あらたかであるとされ、4月8日の祭りに際しては参詣者を当て込んで煮付けなどが売られるほどの賑わいであった。
1689年（元禄2年）7月1日、弘前藩主津軽信政の異母弟である津軽兵庫信章が、湯治のため大鰐を訪れた後、石の塔参詣と称して一族郎党53人を引き連れ、夏越から久保田藩領へ出奔した（津軽兵庫信章越境事件）。石の塔から秋田県側は急勾配になっているため、実際には津軽兵庫は石の塔を迂回したと思われる。
1796年5月25日（寛政8年4月19日）、紀行家の菅江真澄が石の塔見物に山を登っている。

## 行事
大鰐町の地元おこしとして、この石の塔を見て「大法螺吹免許証」を得てから会場を移し、大きなほらを吹くという、『万国ほら吹き大会』が開かれている。これは、持ち時間の5分間でいかに大ボラを吹くかを競うもので、毎年6月に開かれている。秋田県側でも地元自治会の越山十日会が大会へ協力しており、一般向けにバスツアーが組まれている。

## アクセス
青森県側から
大鰐町の虹貝川をさかのぼり、大鰐温泉郷から40分で登山口につき、登山口から徒歩45分。
秋田県側から
国道7号から秋田県道68号白沢田代線を経由し、田代岳県立自然公園の五色湖緑地公園キャンプ場から車で30分で登山口につき、徒歩約1時間。